# St. Johannes Baptist (Ebersbach)

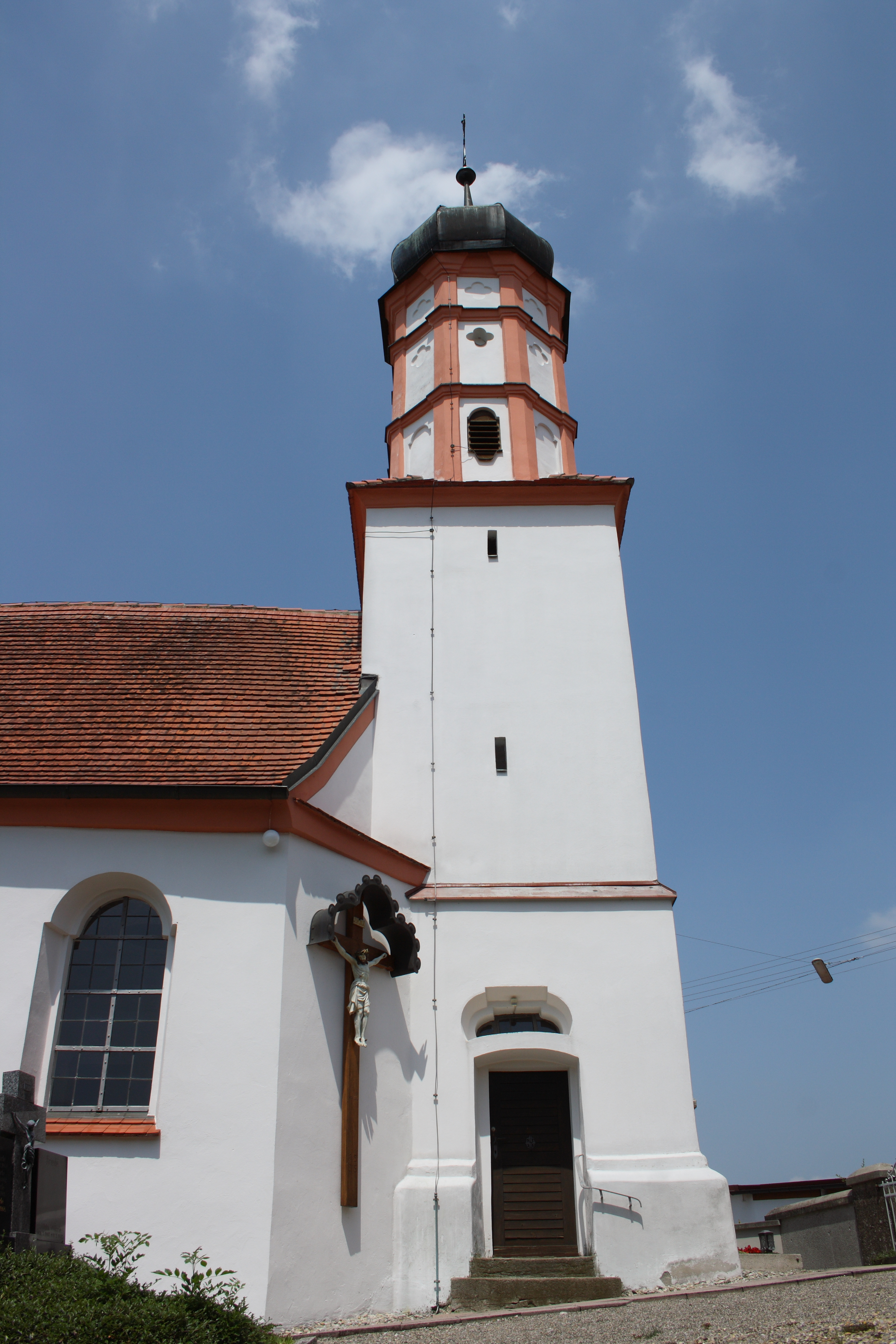
St. Johannes Baptist in Ebersbach

Die römisch-katholische Filialkirche St. Johannes Baptist steht in Ebersbach, einem Gemeindeteil von Kötz im schwäbischen Landkreis Günzburg in Bayern. Das denkmalgeschützte Bauwerk ist in der Liste der Baudenkmäler in Kötz unter der Nr. D-7-74-148-8 eingetragen. Die Kirchengemeinde gehört zum Dekanat Günzburg des Bistums Augsburg.

## Beschreibung
Die Saalkirche wurde um 1720 errichtet. Sie besteht aus einem Langhaus und einem eingezogenen Chorturm auf quadratischem Grundriss im Osten, dessen untere Geschosse älter sind. Er wurde mit achteckigen Geschossen mit Lisenen an den Ecken aufgestockt und mit einer Zwiebelhaube bedeckt. 
Der Innenraum des Langhauses ist mit einer Flachdecke überspannt. Im Erdgeschoss des Chorturms wurde ein im Osten dreiseitig geschlossener Chor integriert. Die Fresken wurden um 1745 von Johann Georg Wolcker angefertigt. Das Altarretabel des Hochaltars hat 1747 Vitus Felix Rigl geschaffen. Über dem Chorbogen ist das Wappen des Propstes Bartholomäus Koppenhofer vom Kloster Wettenhausen angebracht.